# Knut Borchardt
Knut Borchardt (* 2. Juni 1929 in Berlin; † 5. Februar 2023 in München) war ein deutscher Ökonom und Wirtschaftshistoriker.

## Leben und Werk
Knut Borchardt wurde 1929 als Sohn des Betriebsingenieurs Hans Borchardt und dessen Frau Hildegard, geb. Frommholz, in Berlin geboren. Nach dem Volksschulbesuch in Berlin-Siemensstadt, Sagan/Schlesien und Weidenhof im Landkreis Breslau arbeitete Borchardt bis 1946 auf einem Bauernhof im oberschwäbischen Dürmentingen. Nach der Rückkehr nach Berlin legte er 1948 an der Freiherr-vom-Stein-Schule in Berlin-Spandau das Abitur ab. Anschließend studierte er Germanistik und Geschichte an der Humboldt-Universität zu Berlin und war 1949/50 als Assistent am Goethe- und Schiller-Archiv in Weimar tätig. Von 1951 an studierte Borchardt nach einem Wechsel des Studienfachs Betriebswirtschaftslehre an der Universität München sowie an der Freien Universität Berlin und bestand 1954 in München die Diplomprüfung für Kaufleute. Anschließend arbeitete er als Assistent am Volkswirtschaftlichen Institut der Universität München, wo er 1956 bei Friedrich Lütge mit einer Arbeit über Das Argument des großen Binnenmarktes zum Dr. oec. publ. promoviert wurde. Bis 1961 war er weiterhin als Wissenschaftlicher Mitarbeiter am Volkswirtschaftlichen Institut der LMU München beschäftigt. Nach der Habilitation 1961 übernahm er die Vertretung des Lehrstuhls für Wirtschafts- und Sozialgeschichte an der Universität Tübingen. 1962 erfolgte die Berufung zum Professor für Wirtschaftsgeschichte und Volkswirtschaftslehre an der Wirtschaftshochschule bzw. Universität Mannheim, wo er 1966–1967 das Amt des Rektors bekleidete. 1969 wechselte er an die LMU München, an welcher er bis zur Emeritierung 1991 Ordinarius für Wirtschaftsgeschichte und Volkswirtschaftslehre war.
1987 erhielt er den Leibniz-Preis und 1999 den Bayerischen Maximiliansorden für Wissenschaft und Kunst. 1989 wurde ihm das Bundesverdienstkreuz 1. Klasse verliehen. Borchardt erhielt Ehrendoktorate der Universitäten Innsbruck (1990) und Mannheim (1994).
Seine Forschungsschwerpunkte bilden unter anderem die Wirtschaftsgeschichte der Zeit zwischen den Weltkriegen, die Person Max Weber als Nationalökonom bzw. dessen Frühwerk und Lehrtätigkeit sowie spezielle Aspekte der langfristigen wirtschaftlichen Entwicklung im 19. und 20. Jahrhundert.
1974 wurde Borchardt zum ordentlichen Mitglied der Bayerischen Akademie der Wissenschaften gewählt. Dort gehörte er als Vertreter der Philosophisch-historischen Klasse der Haushaltskommission an und war Vorsitzender der Kommission für Wirtschafts- und Sozialgeschichte sowie stellvertretender Vorsitzender der Kommission für kulturanthropologische Studien. Er war Mitglied im Wirtschaftshistorischen Ausschuss des Vereins für Socialpolitik und seit 1970 des Wissenschaftlichen Beirats beim Bundesministerium für Wirtschaft. 1981–2007 gehörte er als Mitglied der Historischen Kommission bei der Bayerischen Akademie der Wissenschaften an.
Zusammen mit weiteren Persönlichkeiten wie Alfred E. Ott und Heinrich Strecker gab er im Zeitraum von 1968 bis 1982 die Jahrbücher für Nationalökonomie und Statistik heraus. Von 1980 bis 2007 war er Mitherausgeber der Historischen Zeitschrift. In den vergangenen Jahren befasste sich Borchardt auch mit wirtschafts- und sozialpolitischen Aspekten der Globalisierung. Zu seinen Schülern zählen Werner Abelshauser, Christoph Buchheim, Dietmar Petzina und Albrecht Ritschl.
Am 5. Februar 2023 starb Borchardt in München.

## Die „Borchardt-Hypothese“ und die anschließende Kontroverse
Borchardts Thesen zur Wirtschaftspolitik in der Endphase der Weimarer Republik wurden in den 1980er Jahren Gegenstand einer wissenschaftlichen Kontroverse. 1979 griff Borchardt die vorherrschende Auffassung an, die Deflationspolitik des Kabinetts Heinrich Brüning 1930–1932 habe die Hauptschuld an der Schwere der Weltwirtschaftskrise in Deutschland getragen. Borchardt argumentierte, Brüning habe angesichts der Überschuldung der öffentlichen Haushalte, welche in der Weltwirtschaftskrise vom Kredit abgeschnitten gewesen seien, keine andere Wahl gehabt. Dieses Schuldenproblem sei zumindest zum Teil die Folge einer zu großzügigen Lohn- und Sozialpolitik in der Weimarer Republik vor 1929 gewesen.
In der Folgezeit entzündete sich eine umfangreiche und oft leidenschaftlich geführte Debatte um diese Hypothese, an der führende Wirtschaftshistoriker in Deutschland wie im Ausland teilnahmen. Besonders dezidiert attackierte der Berliner Wirtschaftshistoriker Carl-Ludwig Holtfrerich Borchardts These zu hoher Löhne in der Weimarer Republik. Holtfrerichs Gegenargumente wurden später allerdings selbst in Zweifel gezogen. In jüngerer Zeit hat der Borchardt-Schüler Albrecht Ritschl Borchardts Hypothese weiter ausgebaut. Ritschl argumentiert, Deutschland sei 1930 in eine Zahlungsbilanzkrise geraten, die durch hohe Auslandsschulden und die Verschärfung des Reparationsregimes durch den Young-Plan verursacht worden war und in der eine Politik der Konjunkturstimulierung unmöglich gewesen sei.
Die Debatte um Borchardts Thesen, die bis heute zu keinem Abschluss gekommen ist, säte in jedem Falle Zweifel an der einst gängigen Sichtweise, der zufolge eine expansive, „keynesianische“ Fiskal- und Geldpolitik die Wirtschaftskrise in Deutschland früher und mit geringerem Schaden hätte beenden können.

## Schriften (Auswahl)
- Die Industrielle Revolution in Deutschland. Piper, München 1972, ISBN 3-492-00340-0.
- Vademecum für den Volkswirt. Führer zu volkswirtschaftlicher Literatur, Quellen und Materialien (= UTB, Bd. 137). Fischer, Stuttgart 1973, ISBN 3-437-50162-3.
- Wachstum, Krisen, Handlungsspielräume der Wirtschaftspolitik. Vandenhoeck & Ruprecht, Göttingen 1982, ISBN 3-525-35708-7 (engl. 1991).
- Grundriß der deutschen Wirtschaftsgeschichte. Vandenhoeck & Ruprecht, Göttingen 1978, ISBN 3-525-33421-4 (unveränderte Auflage 1985).
- (Hrsg. mit Hans Otto Schötz) Wirtschaftspolitik in der Krise. Die (Geheim-)Konferenz der Friedrich List-Gesellschaft im September 1931 über Möglichkeiten und Folgen einer Kreditausweitung. Nomos, Baden-Baden 1991, ISBN 3-7890-2116-4.
- Max Webers Börsenschriften. Rätsel um ein übersehenes Werk. München 2000, ISBN 3-7696-1610-3.
- Globalisierung in historischer Perspektive. München 2001, ISBN 3-7696-1614-6.
- mit Carlo M. Cipolla (Hrsg.): Europäische Wirtschaftsgeschichte. 4 Bände.
  - I. Das Mittelalter (= UTB), 1998;
  - II. Sechzehntes und siebzehntes Jahrhundert. Gustav Fischer Verlag, Stuttgart 1979 (auch UTB. Nr. 1268);
  - III. Die industrielle Revolution (= UTB), 1997, ISBN 3-8252-1315-3;
  - IV. Die Entwicklung der industriellen Gesellschaften (= UTB), 1985, ISBN 3-8252-1316-1.